# MPEG-7
MPEG-7 è uno standard nato per codificare i contenuti multimediali; non è uno standard nato per codificare flussi audio o video come, ad esempio, MPEG-1 MPEG-2 o MPEG-4 ma per definire come sono organizzati i dati multimediali.
La codifica utilizza l'XML per memorizzare dei metadati che utilizzano a loro volta il timecode del filmato permettendo di sincronizzare i flussi multimediali con particolari eventi. Per esempio, permette di sincronizzare un filmato con i suoi sottotitoli o un video con il testo della canzone.
È definito dai seguenti componenti:
- Un insieme di Schema XML con i relativi descrittori, che rappresentano le caratteristiche nelle quali viene indicato il tipo di dato contenuto, la semantica ed i valori permessi.
- Un linguaggio utilizzato per specificare, ed eventualmente ampliare, questo schema Description Definition Language (DDL). È organizzato in XML Schema Structural Language Components, XML Schema Data-Type Language Components e MPEG-7 Specific Extension.
- Un Description Schema (DS), il quale permette di definire la struttura e la semantica tra Descriptors e DS. Si può, per esempio, mettere insieme la descrizione di una scena e le caratteristiche del keyframe relativo. Si possono dividere in 3 classi: Multimedia DS, Descrittori audio e Visual Descriptor.

La combinazione dell'MPEG-4 e dell'MPEG-7 è definita dal gruppo MPEG Tools for Killer Applications. La combinazione dei due standard è progettata per essere la soluzione ideale per realizzare un efficiente streaming di contenuti e per una manipolazione e gestione degli stessi.

## MPEG 7 Visual
Definisce i descrittori e contenuti da associare  alla parte visuale di un documento multimediale.
Vi sono 4 gruppi di descrittori: il gruppo del colore, della tessitura, della forma e del movimento.
Le strutture base comprendono: la griglia di Layout, la Visuale multipla, le coordinate spaziali 2D e  l'interpolazione temporale.

### Colore
- Spazio colore e quantizzazione del colore nel rispettivo spazio

Supporta lo spazio colore RGB, YCbCr, HSV, HMMD
- Colore scalabile: Spazio dei colori HSV e trasformazione di Haar

Viene specificato un istogramma nello spazio di colore HSV codificato secondo la trasformata di Haar
- Colore dominante

Specifica un insieme di colori dominanti nell'immagine
- Schema del colore

Specifica la distribuzione spaziale dei colori per le ricerche rapide, in caso di video lo determina per ogni frame.
- Struttura del colore

Riprende il contenuto e la struttura del contenuto di colore; viene usato nel confronto di immagini per la loro ricerca.
- Gruppo di Frame (Gof), e gruppo di immagini (Gop)

Serve per rappresentare le caratteristiche di colore di un insieme di frame o di immagini

### Tessitura
La tessitura ha il compito di individuare regolarità in una regione dell'immagine.
I tre descrittori sono:
- Tessitura omogenea
- Ricerca della tessitura
- Istogramma della componente dei bordi direzionale (verticale, orizzontale, obliquo a 45° e 135°) e non direzionale.

### Forma
- Basato sul contorno: Curvature Scale-Space (CSS)
- Basato per regione: trasformazione angolare radiale
- 3D

### Movimento
- Attività di moto, intensità, direzione, spaziale e distribuzione
- Movimento della videocamera
- Traiettoria del movimento
- Movimento parametrico

## Schemi di descrizione multimediale
Negli schemi sono presenti 6 aree:
- Elementi basi
- Descrizione del contenuto
- Gestione del contenuto
- Organizzazione del contenuto
- Navigazione e accesso
- Interazione utente

## Possibili applicazioni
- Librerie digitali
- Servizi multimediali
- Selezione di canali radio e televisivi
- Applicazioni biomediche
- Applicazioni educative

## Software/Demo dell'MPEG-7
- (EN) IBM  VideoAnnEx Annotation Tool: Creazione di documenti MPEG-7 per la trasmissione video, su research.ibm.com.
- (EN)  Caliph & Emir: Creazione e ricerca di fotografie digitali tramite file MPEG-7. I file MPEG-7 includono nei metadati una descrizione testuale dei file e di alcune loro caratteristiche
- (EN) MPEG-7 Audio Encoder: Creazione di file audio MPEG-7, su sourceforge.net.
- (EN) TU Berlin MPEG-7 Audio Analyzer (Web-Demo): Creazione di documenti MPEG-7 (XML) per la gestione audio. Sono gestiti tutti i 17 descrittori audio di basso livello, su mpeg7lld.nue.tu-berlin.de.
- (EN) TU Berlin MPEG-7 Spoken Content Demonstrator (Web-Demo): Creazione di file MPEG-7 (XML) con descrizione audio inclusa tramite segnale audio (MP3/WAV), su mpeg7spkc.nue.tu-berlin.de.
- (EN) Frameline 47: Elaborazione, gestione e creazione di documenti MPEG-7 (XML)), su frameline.tv. URL consultato il 20 luglio 2019 (archiviato dall'url originale il 6 giugno 2017).